# キャリアアグリゲーション
キャリア アグリゲーション (Carrier aggregation)は、複数の搬送波を束ねて通信を行う無線通信の技術。複数の周波数帯を同時に使って1つの伝送路と見なし送受信することにより、各データの伝送時間が短縮され、結果として高速化を図る。

## 参考資料
1. ↑  「キャリアアグリゲーション」とは何ですか？